# Obada Al-Kasbeh
Obada Mohammad Mustafa Al-Kasbeh (in arabo عبادة محمد مصطفى الكسبة‎?; Amman, 30 luglio 1994) è un pugile giordano.

## Palmarès
- Campionati asiatici

Ammann 2013: argento nei pesi gallo.